# 보건교사 안은영
《보건교사 안은영》은 정세랑이 펴낸 동명의 소설을 원작으로 한 넷플릭스 오리지널 드라마이다. 정유미가 주인공 안은영으로, 남주혁이 홍인표로 캐스팅된 본 작품은 2020년 9월 25일에 넷플릭스를 통해 공개되었다.

## 기획 의도
평범한 이름과 달리 남들 눈에 보이지 않는 ‘젤리'를 볼 수 있는 특별한 능력을 가진 보건교사 안은영이 새로 부임한 고등학교에서 심상치 않은 미스터리를 발견하고, 한문교사 홍인표와 함께 이를 해결해가는 명랑 판타지 시리즈.

## 등장 인물

### 주요 인물
- 정유미 : 안은영 역 - 보건교사 (아역 이효비, 문하연)
- 남주혁 : 홍인표 역 - 한문교사

### 주변 인물
- 유태오 : 매켄지 역 - 영어교사
- 최준영 : 김강선 역 - 안은영의 하나뿐인 소중한 중학교 동창 (아역 김기민)
- 이주영 : 한아름 역 - 생명과학교사
- 김미수 : 황가영 역 - 홍인표의 초등학교 동창
- 현우석 : 오승권 역 - 목련고등학교 학생
- 박혜은 : 성아라 역 - 목련고등학교 학생
- 권영찬 : 이지형 역 - 목련고등학교 학생
- 박세진 : 장래디 역 - 목련고등학교 학생
- 송희준 : 백혜민 역 - 목련고등학교 학생
- 심달기 : 허완수 역 - 목련고등학교 학생
- 이석형 : 강민우 역 - 목련고등학교 학생
- 오경화 : 오경화 역 - 목련고등학교 학생
- 고윤정 : 최유진 역 - 기성여자고등학교 학생
- 주연우 : 농구문어 역 - 목련고등학교 학생
- 김범준 : 축구남학생 역 - 목련고등학교 학생

### 특별 출연
- 문소리 : 화수 역 - 침술원 원장
- 전국환 : 홍진범 역 - 홍인표의 할아버지이자 목련고의 설립자

## 일본판 성우진
- 사카모토 마아야: 안은영(정유미)
- 무로 겐키: 홍인표(남주혁)
- ?: 한아름(이주영)
- ?: 황가영(김미수)
- 니시 켄스케: 매켄지(유태오)
- 노지마 켄지: 김강선(최준영)
- 사카모토 요시후미: 오승권(현우석)
- 와카야마 시온: 성아라(박혜은)
- ?: 이지형(권지우)
- ?: 장래디(박세진)
- ?: 백혜민(송희준)
- ?: 허완수(심달기)
- ?: 강민우(이석형)
- ?: 오경화(오경화)
- ?: 최유진(고윤정)
- ?: 농구문어(주연우)
- 야마구치 쿄카: 화수(문소리)
- ?: 홍진범(전국환)